# Pythagoras ze Sparty
Pythagoras (jiné názvy: Pytagoras, Pýthagorás; starořecky Πυθαγόρας – Pythagoras) byl v roce 716 př. n. l. vítěz olympijských her v běhu na jedno stadium.
Pythagoras ze Sparty zvítězil v běhu na jedno stadium na 16. olympijských hrách, v běžecké disciplíně, v které se soutěžilo od založení her v roce 776 př. n. l. Hry v Olympii se rozšířily o další disciplínu běh na dvě stadia (diaulos) na 14. hrách v roce 724 př. n. l. Prvním vítězem v běhu na dvě stadia byl Hypénos z Pisy. Vzdálenost stadia se pohybovala zhruba od 175 do 200 metrů (olympijské stadium 192,27 metrů). Na následujících 15. hrách v roce 720 př. n. l. zavedli tzv. dlouhý běh, řecky dolichos, který se na začátku běžel jenom na sedm stadií (poté až na 24 stadií) a prvním vítězem této disciplíny byl Akanthos ze Sparty.